# Aber i Inver (topònims)
Aber i Inver són elements habituals en topònims d'origen celta. Tots dos volen dir "confluència d'aigües" o "desembocadura de riu". La seva distribució reflecteix la influència geogràfica dels grups de llengües britòniques i goidèliques respectivament.

## Aber

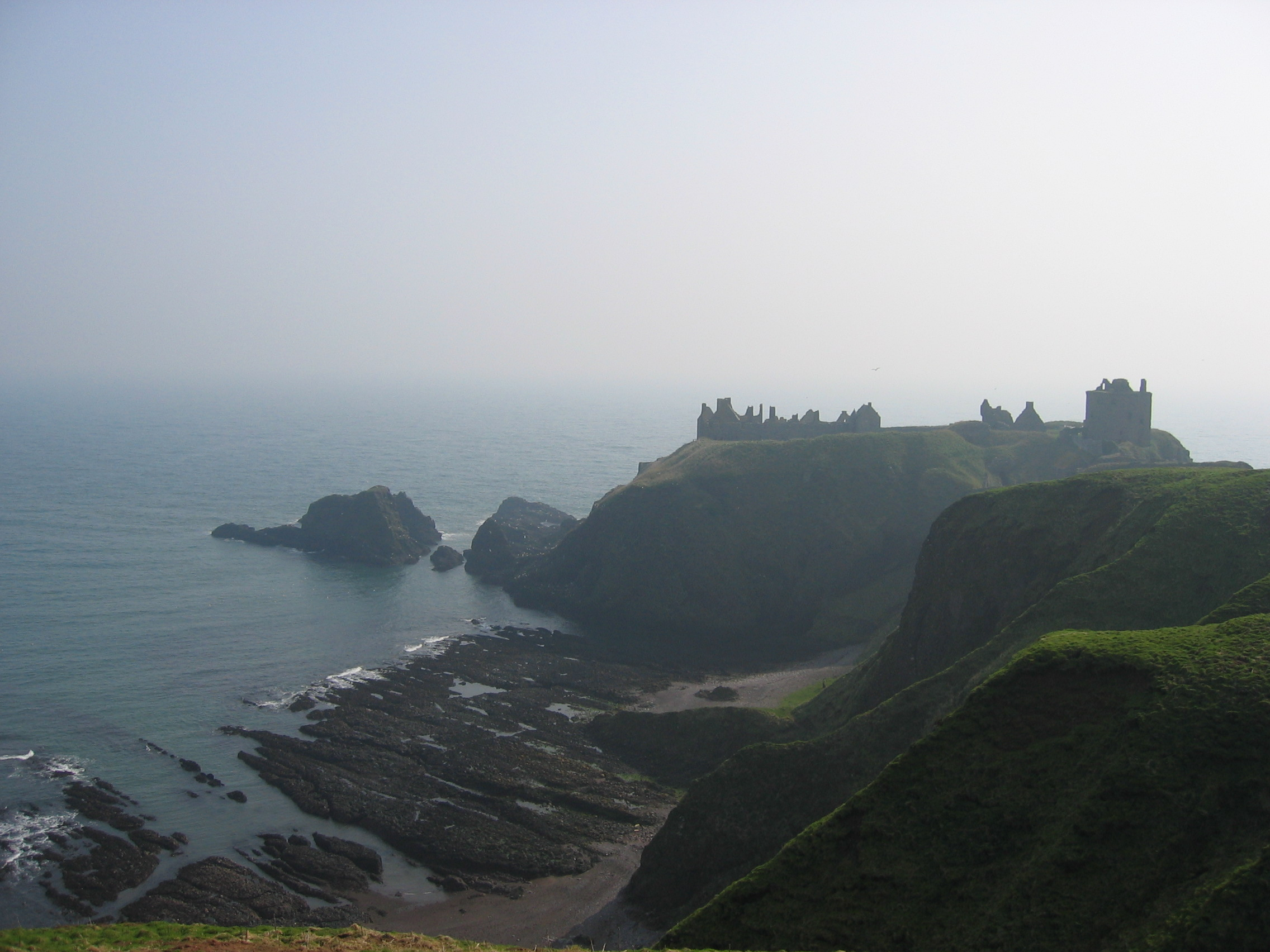
La costa d'Aberdeen (Escòcia)

Aber es remunta al britònic comú. En gal·lès antic té la forma Oper i deriva d'un suposat *od-ber, que significa 'vessamet', 'abocament', 'desguàs' (estuari). Es troba en gal·lès, còrnic i bretó.
Els topònims amb aber són molt habituals a Gal·les. També ho són a la costa est d'Escòcia, on se suposa que són d'origen picte. N'hi ha en menor mesura a Cornualla i a altres parts d'Anglaterra i Bretanya. La relativa escassetat a Cornualla podria ser simplement el resultat d'haver-hi menys rius en aquella península que en altres territoris.
En formes anglesitzades, aber es contrau sovint: Arbroath (anteriorment "Aberbrothick") per Aber Brothaig, Abriachan per Aber Briachan. En el cas d'Applecross (inicialment atestat com a Aporcrosan), ha estat transformat per una etimologia popular. (El seu nom gaèlic escocès, a' Chomraich, ha perdut l'element "Aber-" en conjunt.)
"Aber" esdevé Oba(i)r en gaèlic escocès, per exemple Obar Dheadhain "Aberdeen", Obar Pheallaidh "Aberfeldy", i Obar Phuill "Aberfoyle."
Els noms gal·lesos Abergwaun (anglès "Fishguard"), Aberhonddu (anglès "Brecon"), Aberteifi (anglès "Cardigan"), Aberdaugleddau (anglès "Milford Haven"), Aberpennar (anglès "Mountain Ash") i Abertawe (anglès "Swansea") contenen tots el radical Aber-.

## Inver

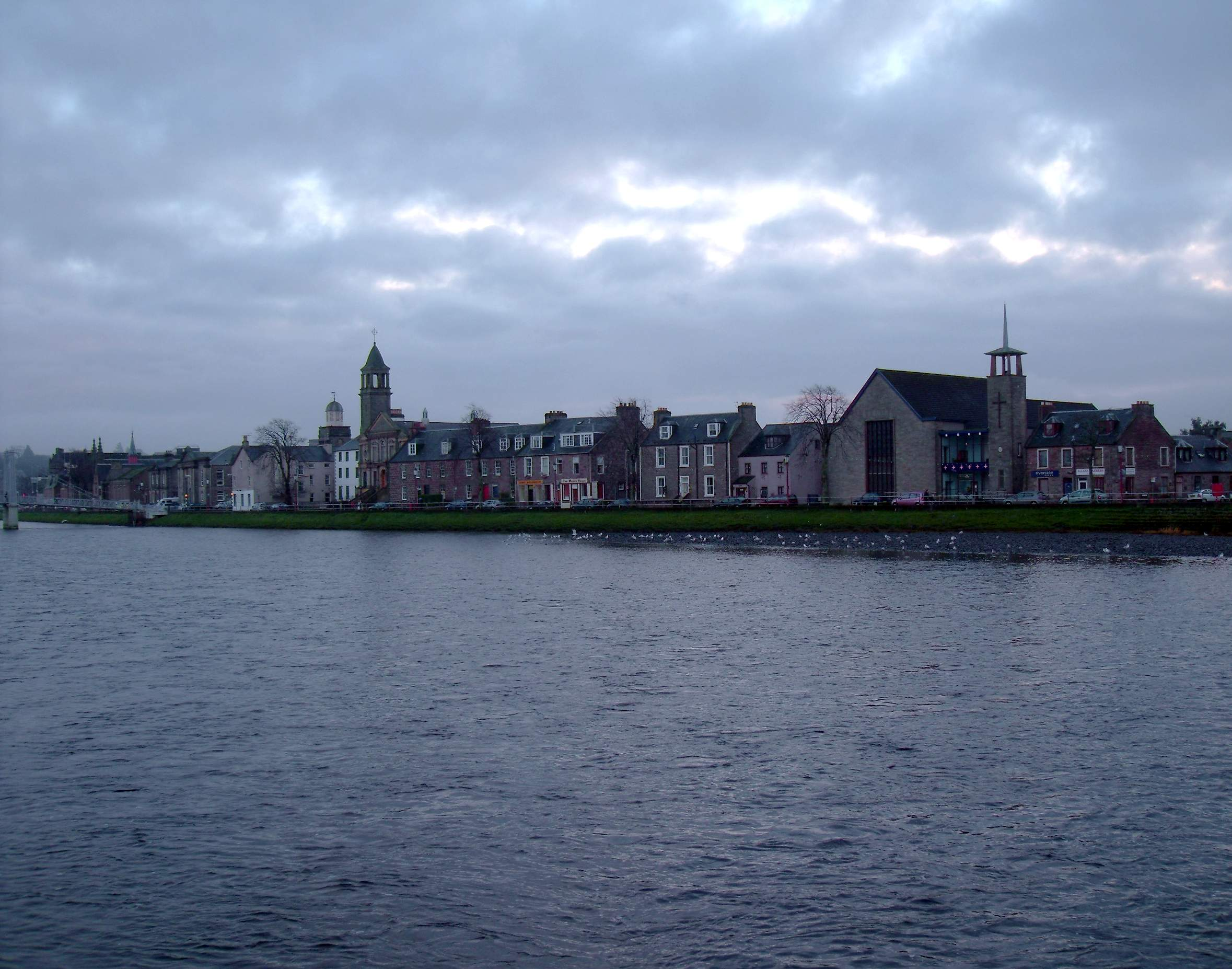
El riu Ness al seu pas per Inverness (Escòcia)

Inver és la forma goidèlica o celta-Q, una ortografia anglesitzada del gaèlic escocès inbhir (originàriament pronunciat amb /v/, tot i que en gaèlic modern ha evolucionat a /j/)), present en gaèlic irlandès com a innbhear o inbhear, deutor de l'irlandès antic indber, inbir, inber. El mot deriva de l'arrel protoindoeuropea *bher-, 'portar' (anglès bear, llatí fero) amb el prefix in-, 'dins'. El mot es troba també en gaèlic manx en la forma Inver 
Els topònims amb inver són molt comuns a tot Escòcia, on superen els topònims aber- per aproximadament 3:1. Són més freqüents a les Terres Altes occidentals i als Grampians, i la ciutat més gran que conté l'element és Inverness. Se suposa que, en molts casos, llocs que originàriament tenien un nom amb aber varen experimentar una substitució per inver, un fet que es pot verificar de tant en tant a partir de registres històrics. Això es devia produir en el context de l'ocupació gaèlica d'Escòcia des d'Irlanda a començaments de l'alta edat mitjana.
Tanmateix, per molt que la forma original sigui irlandesa, els topònims amb inver són rars a Irlanda; Allà, aquesta mena de localitats tendeixen a dur noms amb béal ('boca'), com ara Béal Átha na Sluaighe (Ballinasloe, Comtat de Galway), Béal an Átha an Fheá (Ballina, Comtat de Mayo) o Béal Feirste (Belfast). La diferència d'ús es pot explicar pel fet que els noms gaèlics a Irlanda són per norma mil anys més antics que els d'Escòcia i, per tant, les modes predominants podrien haver estat diferents.
En formes anglesitzades, inver apareix ocasionalment com a inner, com ara per exemple Innerleithen. Innerhaddon és una variant d'Inverhaddon.
En alguns casos, s'ha perdut un "Inver", per exemple Ayr (Inbhir Air), que es va registrar com a "Inberair" i Ayre (Inver Ayre) a l'Illa de Man.
Ocasionalment, les formes angleses dels noms no hi estan gens relacionadess: Dingwall (Inbhir Pheofharan) a Escòcia i Arklow (An tInbhear Mór) a Irlanda tenen totes dues "Inbhir-" a les seves formes gaèliques.

## Sintaxi
Atès que les llengües celtiques posen l'element genèric d'un compost (quin tipus de cosa és) abans de l'element específic (quin és), els elements aber i inver normalment apareixen al començament d'un topònim, al contrari que als topònims d'origen anglès (les llengües germàniques inverteixen l'ordre d'aquests elements, just al contrari que les cèltiques). Compareu:
- Gaèlic: Inver-ness (desembocadura del riu Ness)
- Anglès: Eye-mouth (desembocadura del riu Eye)

Això és coherent amb els patrons d'ènfasi dels topònims cèltics, sovint accentuats al darrer element (Inverness, Aberfan), mentre que els topònims anglesos ho fan molt poques vegades. (A les llengües gaèliques, la majoria de les paraules s'accentuen a la primera síl·laba mentre que en gal·lès, l'accent cau normalment a la penúltima; però als substantius compostos, la relació entre els elements genèrics i els específics interfereix amb aquesta norma).
Hi ha una variació quan la confluència en si mateixa esdevé l'element específic. Els noms Lochaber i Lochinver volen dir 'llac de la confluència'. Aquí, excepcionalment, els elements aber i inver responen a la pregunta "Quin loch?" i, per tant, se situen en segon lloc. De la mateixa manera, Cuan Inbhir a Clear Island, al comptat de Cork, vol dir el "port de la confluència". Això es reflecteix en els patrons d'ènfasi: Lochaber, Lochinver.

## Ús a les colònies britàniques
Molts noms de lloc de les illes britàniques es van exportar a les colònies que varen integrar l'imperi britànic, sovint sense tenir-ne en compte l'etimologia. Així, hi ha molts exemples als EUA i als països de la Commonwealth de llocs amb noms Aber- o Inver- que no estan ubicats en cap confluència. Tanmateix, a la Nova Escòcia gaèlicoparlant, l'element Inbhir- sembla haver estat productiu en el seu sentit original.
Invercargill a l'Illa del Sud de Nova Zelanda és un cas especial. Inicialment es va anomenar Inverkelly en honor d'un primer ocupant anomenat Kelly, i més tard el nom se li va canviar en honor del Capità William Cargill, aleshores el Superintendente d'Otago, del qual n'era part l'Illa del Sud. Atès que la ciutat es va construir de fet a la desembocadura del riu Waihopai, l'element Inver- fou triat aparentment de forma conscient.

## Llista de topònims ambAberiInver

### Austràlia
Inverell, Inverloch

### Gal·les
Aberaeron, Aberaman, Aberangell, Aberarth, Aberavon, Aberbanc, Aberbargoed, Aberbeeg, Abercanaid, Abercarn, Abercastle, Abercegir, Abercraf, Abercregan, Abercych, Abercynon, Aberdâr, Aberdaron, Aberdaugleddau (Milford Haven), Aberdulais, Aberdyfi, Aberedw, Abereiddy, Abererch, Aberfan, Aberffraw, Aberffrwd (Ceredigion), Aberffrwd (Monmouthshire), Abergavenny, Abergele, Abergorlech, Abergwaun (Fishguard), Aberkenfig, Abergwesyn, Abergwili, Abergwynfi, Abergwyngregyn (conegut en anglès simplement com a "Aber"), Abergynolwyn, Aberhafesp, Aberhonddu (Brecon), Aberllefenni, Abermaw (Barmouth), Abermorddu, Abermule, Abernant (Carmarthenshire), Abernant (Powys), Abernant (Rhondda Cynon Taf), Aberpennar (Mountain Ash), Aberporth, Aberriw (Berriew), Abersoch, Abersychan, Abertawe (Swansea), Aberteifi (Cardigan - town), Abertillery, Aberthin, Abertillery, Abertridwr (Caerphilly), Abertridwr (Powys), Aberystwyth, Llanaber, abermum

### Irlanda
An tInbhear Mór (Arklow, Comtat de Wicklow), Inbhear (Inver, Comtat de Donegal), Inbhear nOllarbha (Larne Lough, Comtat de Antrim), Inbhear Scéine el nom tradicional de la badia de Kenmare, Comtat de Kerry

### Escòcia
Aberarder, Aberargie, Aberbothrie, Abercairney, Aberchalder, Aberchirder, Abercorn, Abercrombie, Aberdalgie, Aberdeen, Aberdour, Aberfeldy, Aberfoyle, Abergairn, Abergeldie, Aberlady, Aberlemno, Aberlour, Abermilk, Abernethy, Aberscross, Abersky, Abertarff, Abertay, Aberuchill, Aberuthven, Abriachan, Applecross, Arbirlot, Arboll, Arbuthnott, Arbroath (històricament Aberbrothick - Obar Bhrothaig), Fochabers, Kinnaber, Lochaber, Obar Neithich (Nethybridge), Slongaber
Achininver, Inbhir Air (Ayr antigament "Inberair" etc.), Inbhir Bhrùra (Brora), Inbhir Chalain (Kalemouth), Inbhir Eireann (Findhorn), Inbhir Eighe (Eyemouth), Inbhir Ghrainnse (Grangemouth), Inbhir Nàrann (Nairn), Inbhir Pheofharain (Dingwall), Inbhir Theòrsa, Inbhir Ùige (Wick), Innerleithen, Innerleven, Innerwick (in Perth and Kinross), Inver, Inverarnan, Inverallan, Inveraldie, Inveralmond Inveramsay, Inveran, Inveraray, Inverbervie, Inverclyde, Inveresk, Inverfarigaig, Invergarry, Invergordon, Invergowrie, Inverhaddon (o Innerhaddon), Inverkeilor, Inverkeithing, Inverkeithney, Inverkip, Inverleith, Inverlochlarig, Invermoriston, Inverness, Inveroran, Invershin, Inversnaid, Invertrossachs, Inverugie, Inveruglas, Inverurie, Kilninver, Lochinver, Rossinver
Notes - "Bail' Inbhir Fharrair",( és un nom rar per a Beauly, normalment "A' Mhanachain"); Fort William es coneixia abans com a Inverlochy, i un petit districte proper encara s'anomena així. Inbhir Ghrainnse i Inbhir Eighe podrien ser d'origen modern.

### Bretanya
Aber Benoît (fr), Aber Ildut (fr), Aber Wrac'h

### Anglaterra
Els noms còrnics de Falmouth (Aberfal) i Plymouth (Aberplymm). Aberford a West Yorkshire té un origen diferent.

### Illa de Man
Inver Ayre (Ayre)

### Canadà
Els noms italianitzats denoten el seu ús en gaèlic canadenc. Baile Inbhir Nis (Inverness, NS), Siorramachd Inbhir Nis (Inverness County, NS), Inbhir-pheofharain (Dingwall, NS), Loch Abar (Lochaber, NS), Inverhuron, ON

### Nova Zelanda
Invercargill